# Gobabis
Gobabis er en by i den østlige del af Namibia, med et indbyggertal på cirka 15.000. Byen blev grundlagt i 1856, og ligger på grænsen til Kalahari-ørkenen. 